# Alexandros Theofilakīs
Alexandros Theofilakīs (in greco Αλέξανδρος Θεοφιλάκης?; Sparta, 1877 – ...) è stato un tiratore a segno greco.

## Carriera
Partecipò al tiro a segno delle prime Olimpiadi moderne che si svolsero ad Atene. Prese parte alla competizione della carabina libera, senza ottenere risultati di livello.
Prese parte anche ai Giochi della III Olimpiade, della IV, della V, della VII e dell'VIII.
Vinse l'argento per la Grecia nella Pistola militare a squadre ai Giochi della VII Olimpiade.
Questi è fratello di Iōannīs Theofilakīs.